# ダム・ヤンキース
ダム・ヤンキース（Damn Yankees）は、1990年代に活躍したアメリカのハードロックバンド。いわゆるスーパーグループの一つである。

## 解散後の動向
1993年、テッド・ニュージェントがソロ活動に戻り、ダム・ヤンキースは事実上消滅。3枚目のアルバムが作られるという話もあったが、日の目を見なかった。ジャック・ブレイズはナイト・レンジャー再結成に、トミー・ショウはスティクス再結成に参加。ジャックとトミーの親交は続き、ショウ・ブレイズ等の連名でアルバムを発表したり、ソングライター・チームとしても活動している。マイケル・カーテロンはショウ・ブレイズを始めアクセプト、ジョン・フォガティ、レーナード・スキナードなど多数のバンド、アーティストに参加。

## 代表曲
- 「ハイ・イナフ」 - "High Enough" : 1990年発表のバラード曲。全米ヒットチャートで3位が最高位であった。日本でもリーバイスのコマーシャルソングに使用されたことで有名。

## メンバー
- ジャック・ブレイズ - ボーカルとベースを担当。ナイト・レンジャーに在籍していた。
- トミー・ショウ - ボーカルとギターを担当。スティクスに在籍していた。
- テッド・ニュージェント - ボーカルとギターを担当。ダム・ヤンキース加入前はソロで活動していた。
- マイケル・カーテロン - ドラムを担当。1962年生れ、オハイオ州出身。

## ディスコグラフィ

### スタジオ・アルバム
- 『ダム・ヤンキース』 - Damn Yankees (1990年)
- 『ドント・トレッド』 - Don't Tread (1992年)

### ライブ・アルバム
- Extended Versions (2008年)

### コンピレーション・アルバム
- The Essentials (2002年)
- Rhino Hi-Five: Damn Yankees (2005年) ※EP

### 映像作品
- 『アップライジング』 - Uprising: Live!（1992年）